# Аргиропуло, Перикл Эммануилович
Перикл Эммануилович Аргиропуло (12(24).7.1839 — 18(30).12.1862) — российский революционер 1860-х годов. По национальности грек.

## Биография
Из семьи драгомана (переводчика) при русской миссии в Константинополе. Грек, его отец — турецкий подданный, который в 1850 году принял русское подданство.
В 1857 г. в Харькове окончил гимназию с золотой медалью, после чего поступил в Московский университет. Окончил юридический факультет Московского университета (1861).
Студентом в 1859 году стал участником кружка «Библиотека казанских студентов». Как отмечают в БСЭ, «пользовался общим уважением студентов, был кассиром студенческой кассы взаимопомощи». Основатель политического кружка, названного его именем, для издания и распространения противоправительственных сочинений.
В 1860—61 с П. Г. Заичневским создали студенческий кружок, занимавшийся переводами, литографированием и распространением запрещённой литературы (А. И. Герцен, Н. П. Огарёв, Л. Фейербах, Шевченко, Бюхнер, газета «Колокол» и др.). Вместе с другими членами кружка, принимал деятельное участие в работах воскресных школ, где, помимо обучения грамоте, велась и революционная пропаганда.
Арестован в Москве 22 июня (по другим данным 22 июля) 1861 года по высочайшему повелению. В тот же день в Орле арестовали П. Г. Заичневского. Оба были отправлены в Петербург.
Условия заключения были мягкими, к революционерам был свободный доступ всем желавшим повидаться с ними. Бывший участник их кружка В. Н. Линд в своих воспоминаниях, напечатанных в 1911 г. в московском журнале «Русская мысль», пишет:
«Как это ни странно представить себе теперь, но место их заключения сделалось настоящим студенческим клубом. Посещать их позволялось, можно сказать, всем и во всякое время».
Во время тюремного заключения с П. Г. Заичневским обсудили манифест действий, ставший известным в мае 1862 как прокламация «Молодая Россия».
Следственная комиссия признала Аргиропуло «вообще личность одна из самых даровитых, образованных и чуждых малейшего эгоизма».
Летом 1862 г. дело революционеров слушалось в Сенате. Аргиропуло признан виновным в распространении запрещенных сочинений и в недонесении о произнесении Заичневским в Подольске речи возмутительного содержания. Приговорен к «лишению некоторых прав и преимуществ и к заключению его в смирительный дом» на два с половиной года.
Умер в тюремной больнице до объявления приговора 18 декабря 1862 года.
Похоронен на Миусском кладбище.
После смерти Аргиропуло П. Г. Заичневский написал и издал от имени таинственного Центрального Революционного Комитета прокламацию, где говорилось, в частности: 
«Россия вступает в революционный период своего существования. …Выход из этого гнетущего, страшного положения … один — революция, революция кровавая и неумолимая, революция, которая должна изменить радикально все, без исключения, основы современного общества и погубить сторонников нынешнего порядка. Мы не страшимся её, хотя и знаем, что прольется река крови, что погибнут, может быть, и невинные жертвы. Мы предвидим все это и все-таки приветствуем её наступление; мы готовы жертвовать лично своими головами, только пришла бы поскорее она, давно желанная…Мы изучили историю Запада, и это изучение не прошло для нас даром: мы будем последовательнее не только жалких французских революционеров 1848 года, но и великих террористов 1792 года, мы не испугаемся, если увидим, что для ниспровержения современного порядка приходится пролить втрое больше крови, чем пролито французскими якобинцами в 90-х годах восемнадцатого столетия… Мы твердо убеждены, что революционная партия, которая станет во главе правительства, если только движение будет удачно, должна захватить диктатуру в свои руки и не останавливаться ни перед чем».